# Aspilota sikkimensis
Aspilota sikkimensis är en stekelart som beskrevs av Bhat 1979. Aspilota sikkimensis ingår i släktet Aspilota och familjen bracksteklar. Inga underarter finns listade.